# Campionati giapponesi di ski cross 2018
I Campionati giapponesi di ski cross 2018 si sono svolti ad Kashimayari il 13 marzo. Il programma ha incluso sia la gara femminile che la gara maschile. 
Trattandosi di competizioni valide anche ai fini del punteggio FIS, vi hanno partecipato anche sciatori di altre federazioni, senza che questo consentisse loro di concorrere al titolo nazionale giapponese.

## Risultati

### Uomini
| Pos. | Atleta           | Nazione  |
| ---- | ---------------- | -------- |
| 1    | Ippei Yoshigoe   | Giappone |
| 2    | Tetsuya Furuno   | Giappone |
| 3    | Yukimasa Kizawa  | Giappone |
| 4    | Nobuhiro Tsuzuki | Giappone |

### Donne
| Pos. | Atleta          | Nazione  |
| ---- | --------------- | -------- |
| 1    | Sachi Hirakawa  | Giappone |
| 2    | Yuka Nagoshi    | Giappone |
| 3    | Sakura Kamimura | Giappone |
| 4    | Tomoko Hasegawa | Giappone |